# Janto (rey de Tebas)
Janto (en griego: Ξάνθος, Xanthos), hijo de Ptolomeo, fue el último rey mitológico de Tebas. Según Pausanias, Andropompo luchando con él en un duelo «lo mató con engaño y no con justicia». Según la Suda fue Melanto (hijo de Andropompo) su adversario en el duelo. Después de su muerte los tebanos adoptaron la oligarquía como forma de gobierno.
Según la mencionada Suda, hubo un conflicto fronterizo entre Atenas y Beocia. Janto desafió a Timetes, rey de Atenas, para un duelo, que no aceptó; pero Melanto accedió a luchar por Atenas. Melanto utilizó un truco y mató a Janto. Pausanias menciona que el duelo no fue una lucha justa pero no proporciona más datos. Según los cálculos de Jerónimo de Estridón, el duelo sucedió en 1127  a. C.